# Hogna zuluana
Hogna zuluana Roewer, 1959 è un ragno appartenente alla famiglia Lycosidae.

## Caratteristiche
I cheliceri sono di colore marrone scuro; la parte frontale è ricoperta da una fitta peluria grigio scura.
L'olotipo femminile rinvenuto ha lunghezza totale è di 11mm; la lunghezza del cefalotorace è di 5mm; e quella dell'opistosoma è di 6mm.

## Distribuzione
La specie è stata reperita nel Sudafrica orientale: in alcune località imprecisate della Municipalità distrettuale di Zululand e nella provincia del KwaZulu-Natal.

## Tassonomia
Al 2017 non sono note sottospecie e dal 1959 non sono stati esaminati nuovi esemplari.